# 郑州市第一中学
郑州市第一中学，简称郑州一中。是郑州的一所高级中学，河南省示范性普通高中。2019年，郑州一中入选第八届《中国百强中学》名单。

## 历史
郑州一中创建于1949年3月5日，命名为“郑州市立高级中学”，系由当时的市立一中、二中、三中及私立明新中校高中部合并而成，校址在书院街。首任校长为漆鲁鱼。创建时，共有7个班，学生249人，教职工26人。
1953年3月，校名改为“河南省郑州市第一高级中学”，同年9月迁至郑州市文化区，1956年8月又迁至南阳路岗杜街。
1958年8月，校名确定为“河南省郑州市第一中学”，一直沿用至今。
1959年，郑州一中被确定为重点中学。1960年迁至桐柏路的现校址。
2004年，被确定为首批“河南省示范性普通高中”。
2005年，中原西路新校区落成，第九届全国中学生运动会田径、游泳项目在此举行。同年9月，2008届学生入校，成为在新校区学习的第一批学生。

## 学校领导
校长：闫培新
党委书记：吴建财
副校长：张一凌、叶玉昆、齐艳芬、岳旭亮、袁全超、方金平
纪委书记：郑梅花
工会主席：王保华

## 知名校友
任长霞，原河南省登封市警察局局长、“全国三八红旗手”、“全国优秀人民警察"。
张统一，中国科学院院士，香港科技大学教授。
苏义脑，中国工程院院士，油气钻井工程专家。
胡大白，黄河科技学院院长，著名民办教育家。